# Leucoloma brevioperculatum
Leucoloma brevioperculatum là một loài rêu trong họ Dicranaceae. Loài này được Dixon mô tả khoa học đầu tiên năm 1942.